# Banu Bajila
I Banū Bajīla (in arabo ﺑﻨﻮ ﺑﺠﻴﻠـة‎?) erano una tribù araba della Penisola araba che faceva parte, assieme ai B. Khathʿam, del più ampio raggruppamento dei B. Anmār.
I genealogisti esperti di ansāb erano in dubbio se considerarla di origine yemenita o settentrionale e, ai tempi di Maometto e della giovane Umma era insediata nelle zone montuose del Sarāt, poco a sud di Mecca.
Prima della sua conversione all'Islam la tribù adorava Dhū l-Khalaṣa nella località di Tabāla ma l'idolo-oracolo fu distrutto proprio da uno dei Bajīla, Jarīr b. ʿAbd Allāh al-Bajalī, diventato musulmano con 150 altri membri della sua tribù poco prima della morte di Maometto.